# Peter Possne
Peter Kurt Eugen Possne, född 26 februari 1956 i Skövde församling, Skaraborgs län, är en svensk filmproducent och distributör. Han är produktionschef för Film i väst och har tidigare varit VD för Sonet Film AB.
År 2019 listades han som Kultursveriges 22:a mäktigaste person av tidskriften Fokus.

## Producent i urval
- 1999 – Vägen ut
- 2002 – Alla älskar Alice
- 2003 – Lejontämjaren
- 2004 – Fjorton suger
- 2004 – Rancid
- 2005 – Kocken
- 2008 – Vi hade i alla fall tur med vädret – Igen
- 2010 – Klara
- 2010 – Jägarna 2
- 2013 – Eskil och Trinidad
- 2013 – Hur många kramar finns det i världen?